# Vimba vimba
Vimba vimba é uma espécie de peixe actinopterígeo da família Cyprinidae.
Pode ser encontrada nos seguintes países: Arménia, Austrália, Azerbaijão, Bielorrússia, Bulgária, República Checa, Eslováquia, Estónia, Finlândia, França, Geórgia, Alemanha, Hungria, Irão, Letónia, Lituânia, Moldávia, Países Baixos, Polónia, Roménia, Rússia, Sérvia, Suécia, Suíça, Turquia e Ucrânia.